# Dundee (Południowa Afryka)
Dundee – miasto we wschodniej Republice Południowej Afryki, w prowincji KwaZulu-Natal. Około 35 tys. mieszkańców.
W mieście rozwinął się przemysł materiałów budowlanych, szklarski oraz spożywczy. Ośrodek turystyczny.